# Høstemark Skov
Høstemark Skov og Mose er et skov og moseområde på 570 hektar i den nordlige del af Lille Vildmose, i det østlige Himmerland ud til Ålborg Bugt. I skoven er der en tæt bestand af hulrugende fugle, og en stor artsrigdom af biller, sommerfugle samt sjældne svampe og mosser. Mindst 6.000 plante- og dyrearter er registreret i Høstemark Skov, hvor også kongeørnen har ynglet i de senere år 
Høstermark skov er en gammel græsningsskov, der i 1933 blev købt af dansk-amerikaneren M.P. Knudsen, som indhegnede hele skoven og en del af højmosen med 13 kilometer vildthegn til dyrehave i stil med Tofte Skov, og der udsattes kronhjorte, dådyr og sikahjorte. Der findes mere end 170 ha løvskov hvoraf ca. 133 ha er naturskov der stammer helt tilbage fra middelalderen eller før . 
Skoven ligger i Aalborg Kommune, og den er en del af Natura 2000-område nr. 17 Lille Vildmose, Tofte Skov og Høstemark Skov, og er både EU-habitatområde og fuglebeskyttelsesområde (F7); Det er en del af Danmarks største naturfredning på 7.700 ha – hele Vildmoseområdet, som er sikret ved at det ejes af Aage V. Jensens Fonde. 

## Eksterne kilder og henvisninger
1. ↑  Aktuelt nyt om de danske Kongeørne på dofbasen.dk
2. ↑  "lillevildmosen.dk". Arkiveret fra originalen 8. februar 2012. Hentet 5. februar 2012.
3. ↑  Lille Vildmose på fredninger.dk
4. ↑  Lille Vildmose Arkiveret 25. november 2011 hos  Wayback Machine på avjf.dk

- Om Høstermark Skov Arkiveret 8. februar 2012 hos  Wayback Machine på lillevildmosen.dk

|  | Denne artikel om lokaliteten Høstemark Skov kan blive bedre, hvis der indsættes et (bedre) billede. Du kan hjælpe ved at afsøge Wikimedia Commons for et passende billede eller lægge et op på Wikimedia Commons med en af de tilladte licenser og indsætte det i artiklen. |

56°56′7.52″N 10°13′34.36″Ø / 56.9354222°N 10.2262111°Ø